# Фролов, Павел Васильевич
Павел Васильевич Фролов (1904—?) — инженер-конструктор, кораблестроитель, главный инженер — первый заместитель директора завода имени А. А. Жданова, начальник-главный конструктор проектно-конструкторского бюро ЦКБ-53. Лауреат Сталинской премии второй степени.

## Биография
Родился в 1904 году в Таганроге (ныне Ростовская область) в крестьянской семье.
В 1921 году окончил среднюю школу и музыкальную школу по классу скрипки. В 1921–1924 годах работал рабочим. В 1925 году поступил в ЛПИ.
С 1930 года, после окончания института, работал на судостроительном заводе имени А. А. Жданова, где прошёл трудовой путь от помощника мастера до главного инженера — первого заместителя директора завода.
В 1941 году назначен начальником конструкторского бюро завода. В 1943 году назначен главным инженером на судостроительный завод № 402 в Молотовске (Архангельская область).
В 1947 года вернулся в Ленинград главным инженером судостроительного завода имени А. А. Жданова.
В 1951 — 1958 годах был назначен начальником — главным конструктором проектно-конструкторского бюро ЦКБ-53 в Ленинграде.
В 1953—1954 годах был научным редактором книги «Как строится судно».

## Награды и премии
- орден Ленина
- орден Красной Звезды (1944)[3]
- орден Отечественной войны II степени
- орден Трудового Красного Знамени
- медаль «За трудовую доблесть» (1942) — за обеспечение плана по выпуску бронекорпусов танков[4].
- медали.
- Сталинская премия второй степени (1951) — за работу в области судостроения (большой вклад в работу по внедрению новой прогрессивной технологии постройки эскадренных миноносцев проекта 30К и 30бис).

## Память
- 10 сентября 1958 года Приказом по Управлению Антарктических китобойных флотилий № 2 180 китобойному судну (строительный номер 1533) было присвоено имя «Павел Фролов».